# Dániel Böde
Dániel Böde (Szekszárd, 24 oktober 1986) is een Hongaars voetballer die doorgaans speelt als spits. In juli 2019 verruilde hij Ferencváros voor Paksi. Böde maakte in 2013 zijn debuut in het Hongaars voetbalelftal.

## Clubcarrière
Böde speelde vanaf 1997 in de jeugd van Paksi. Voor die club zou hij later ook zijn debuut als professioneel voetballer maken. Op 16 september 2006 werd met 2–1 gewonnen van Diósgyőr en de aanvaller mocht in de eenenzestigste minuut als invaller zijn entree maken. Böde maakte op 22 maart 2008 zijn eerste doelpunt in het professionele voetbal. Tegen Vasas mocht de aanvaller in de basis beginnen en na vijfentwintig minuten passeerde hij de doelman van de tegenpartij, waarmee hij de score opende. Uiteindelijk won Paksi met 3–0. In zijn eerste drie seizoenen in het eerste elftal van Paksi scoorde Böde driemaal, maar in de jaargangen erna kwam hij tot achtereenvolgens acht, vijftien en tien treffers.
In de zomer van 2012 werd hij gekocht door Ferencváros, waar hij zijn handtekening zette onder een driejarige verbintenis. Met de transfer was circa tweehonderdduizend euro gemoeid. Bij zijn nieuwe club kreeg Böde een vaste basisplaats en in zijn eerste seizoen kwam hij direct tot zeventien doelpunten, gevolgd door jaargangen met elf en dertien goals. In het seizoen 2015/16 maakte hij zestien competitiedoelpunten, twee in de beker en één in Europees verband. Dat jaar won Ferencváros de Hongaarse titel en legde de club beslag op de nationale beker. Ook het jaar erna won hij de beker en het kampioenschap volgde nog in de jaargang 2018/19.
Toen aan het einde van dat seizoen zijn verbintenis afliep, keerde hij transfervrij terug bij Paksi.

## Clubstatistieken
| Seizoen | Club       | Competitie        | Competitie | Competitie | Beker | Beker | Internationaal | Internationaal | Totaal | Totaal |
| Seizoen | Club       | Competitie        | Wed.       | Dlp.       | Wed.  | Dlp.  | Wed.           | Dlp.           | Wed.   | Dlp.   |
| ------- | ---------- | ----------------- | ---------- | ---------- | ----- | ----- | -------------- | -------------- | ------ | ------ |
| 2006/07 | Paksi      | Nemzeti Bajnokság | 17         | 0          | ?     | ?     | —              | —              | 17     | 0      |
| 2007/08 | Paksi      | Nemzeti Bajnokság | 20         | 2          | ?     | ?     | —              | —              | 20     | 2      |
| 2008/09 | Paksi      | Nemzeti Bajnokság | 29         | 1          | ?     | ?     | —              | —              | 29     | 1      |
| 2009/10 | Paksi      | Nemzeti Bajnokság | 28         | 8          | 1     | 0     | —              | —              | 29     | 8      |
| 2010/11 | Paksi      | Nemzeti Bajnokság | 24         | 15         | 3     | 0     | —              | —              | 27     | 15     |
| 2011/12 | Paksi      | Nemzeti Bajnokság | 26         | 10         | 1     | 1     | 6              | 3              | 33     | 14     |
| 2012/13 | Ferecváros | Nemzeti Bajnokság | 30         | 17         | 6     | 3     | —              | —              | 36     | 20     |
| 2013/14 | Ferecváros | Nemzeti Bajnokság | 29         | 11         | 8     | 6     | —              | —              | 37     | 17     |
| 2014/15 | Ferecváros | Nemzeti Bajnokság | 29         | 13         | 9     | 1     | 3              | 0              | 41     | 14     |
| 2015/16 | Ferecváros | Nemzeti Bajnokság | 31         | 16         | 6     | 2     | 4              | 1              | 41     | 19     |
| 2016/17 | Ferecváros | Nemzeti Bajnokság | 29         | 11         | 5     | 4     | 2              | 1              | 36     | 16     |
| 2017/18 | Ferecváros | Nemzeti Bajnokság | 29         | 13         | 0     | 0     | 0              | 0              | 29     | 13     |
| 2018/19 | Ferecváros | Nemzeti Bajnokság | 23         | 7          | 3     | 1     | 2              | 0              | 28     | 8      |
| 2019/20 | Paksi      | Nemzeti Bajnokság | 27         | 6          | 2     | 0     | —              | —              | 29     | 6      |
| 2020/21 | Paksi      | Nemzeti Bajnokság | 25         | 4          | 1     | 0     | —              | —              | 26     | 4      |
| 2021/22 | Paksi      | Nemzeti Bajnokság | 32         | 3          | 4     | 3     | —              | —              | 36     | 6      |
| 2022/23 | Paksi      | Nemzeti Bajnokság | 16         | 5          | 1     | 1     | —              | —              | 17     | 6      |
| 2023/24 | Paksi      | Nemzeti Bajnokság | 29         | 4          | 4     | 1     | —              | —              | 33     | 5      |
| 2024/25 | Paksi      | Nemzeti Bajnokság | 30         | 14         | 1     | 1     | —              | —              | 31     | 15     |
| Totaal  | Totaal     | Totaal            | 503        | 161        | 40    | 27    | 17             | 5              | 560    | 184    |

Bijgewerkt op 14 mei 2025.

## Interlandcarrière
Böde maakte zijn debuut in het Hongaars voetbalelftal op 6 februari 2013, toen met 1–1 gelijkgespeeld werd tegen Wit-Rusland. De aanvaller moest van bondscoach Sándor Egervári als reservespeler aan het duel beginnen en na vijfenzestig minuten kwam hij als vervanger voor Norbert Mészáros het veld in. In zijn tweede interland, op 26 maart 2013, tekende de Hongaarse spits voor zijn eerste interlanddoelpunt. Tegen Turkije stonden de Hongaren door een treffer van Burak Yılmaz met 1–0 achter toen Böde in mocht vallen voor Tamás Hajnal. Drie minuten na zijn invalbeurt schoot hij zijn ploeg langszij.
Met Hongarije nam Böde in juni 2016 deel aan het Europees kampioenschap voetbal 2016. Hongarije werd in de achtste finale uitgeschakeld door België (0–4), nadat het in de groepsfase als winnaar boven IJsland en Portugal was geëindigd. Böde kwam op het EK in twee wedstrijden in actie. Tegen IJsland viel hij in de tweede helft in voor Tamás Priskin en tegen de Belgen verving hij elf minuten voor tijd Roland Juhász. Zijn toenmalige teamgenoten Stanislav Šesták (Slowakije), Dénes Dibusz, Ádám Nagy, Ádám Pintér en Zoltán Gera (allen eveneens Hongarije) deden ook mee aan het EK.
| Interlands van Dániel Böde voor Hongarije | Interlands van Dániel Böde voor Hongarije | Interlands van Dániel Böde voor Hongarije | Interlands van Dániel Böde voor Hongarije | Interlands van Dániel Böde voor Hongarije | Interlands van Dániel Böde voor Hongarije | Interlands van Dániel Böde voor Hongarije |
| №                                         | Datum                                     | Wedstrijd                                 | Uitslag                                   | Competitie                                | Goals                                     |                                           |
| Als speler bij Ferencváros                | Als speler bij Ferencváros                | Als speler bij Ferencváros                | Als speler bij Ferencváros                | Als speler bij Ferencváros                | Als speler bij Ferencváros                | Als speler bij Ferencváros                |
| ----------------------------------------- | ----------------------------------------- | ----------------------------------------- | ----------------------------------------- | ----------------------------------------- | ----------------------------------------- | ----------------------------------------- |
| 1                                         | 6 februari 2013                           | Hongarije – Wit-Rusland                   | 1 – 1                                     | Vriendschappelijk                         |                                           |                                           |
| 2                                         | 26 maart 2013                             | Turkije – Hongarije                       | 1 – 1                                     | WK 2014 kwalificatie                      | 71'                                       |                                           |
| 3                                         | 6 juni 2013                               | Hongarije – Koeweit                       | 1 – 0                                     | Vriendschappelijk                         |                                           |                                           |
| 4                                         | 14 augustus 2013                          | Hongarije – Tsjechië                      | 1 – 1                                     | Vriendschappelijk                         |                                           |                                           |
| 5                                         | 6 september 2013                          | Roemenië – Hongarije                      | 3 – 0                                     | WK 2014 kwalificatie                      |                                           |                                           |
| 6                                         | 10 september 2013                         | Hongarije – Estland                       | 5 – 1                                     | WK 2014 kwalificatie                      | 41'                                       |                                           |
| 7                                         | 11 oktober 2013                           | Nederland – Hongarije                     | 8 – 1                                     | WK 2014 kwalificatie                      |                                           |                                           |
| 8                                         | 8 oktober 2015                            | Hongarije – Faeröer                       | 2 – 1                                     | EK 2016 kwalificatie                      | 63', 71'                                  |                                           |
| 9                                         | 15 november 2015                          | Griekenland – Hongarije                   | 4 – 3                                     | EK 2016 kwalificatie                      |                                           |                                           |
| 10                                        | 15 november 2015                          | Hongarije – Noorwegen                     | 2 – 1                                     | EK 2016 kwalificatie                      |                                           |                                           |
| 11                                        | 26 maart 2016                             | Hongarije – Kroatië                       | 1 – 1                                     | Vriendschappelijk                         |                                           |                                           |
| 12                                        | 20 mei 2016                               | Hongarije – Ivoorkust                     | 0 – 0                                     | Vriendschappelijk                         |                                           |                                           |
| 13                                        | 18 juni 2016                              | IJsland – Hongarije                       | 1 – 1                                     | EK 2016                                   |                                           |                                           |
| 14                                        | 26 juni 2016                              | Hongarije – België                        | 0 – 4                                     | EK 2016                                   |                                           |                                           |
| 15                                        | 13 november 2016                          | Hongarije – Andorra                       | 4 – 0                                     | WK 2018 kwalificatie                      |                                           |                                           |
| 16                                        | 15 november 2016                          | Hongarije – Zweden                        | 0 – 2                                     | Vriendschappelijk                         |                                           |                                           |
| 17                                        | 31 augustus 2017                          | Hongarije – Letland                       | 3 – 1                                     | WK 2018 kwalificatie                      |                                           |                                           |
| 18                                        | 3 september 2017                          | Hongarije – Portugal                      | 0 – 1                                     | WK 2018 kwalificatie                      |                                           |                                           |
| 19                                        | 10 oktober 2017                           | Hongarije – Faeröer                       | 1 – 0                                     | WK 2018 kwalificatie                      | 81'                                       |                                           |
| 20                                        | 14 november 2017                          | Hongarije – Costa Rica                    | 1 – 0                                     | Vriendschappelijk                         |                                           |                                           |
| 21                                        | 23 maart 2018                             | Hongarije – Kazachstan                    | 2 – 3                                     | Vriendschappelijk                         |                                           |                                           |
| 22                                        | 27 maart 2018                             | Hongarije – Schotland                     | 0 – 1                                     | Vriendschappelijk                         |                                           |                                           |
| 23                                        | 6 juni 2018                               | Wit-Rusland – Hongarije                   | 1 – 1                                     | Vriendschappelijk                         |                                           |                                           |
| 24                                        | 9 juni 2018                               | Hongarije – Australië                     | 1 – 2                                     | Vriendschappelijk                         |                                           |                                           |
| 25                                        | 15 november 2018                          | Hongarije – Estland                       | 2 – 0                                     | Nations League 2018/19                    |                                           |                                           |

Bijgewerkt op 14 mei 2025.

## Erelijst
| Nemzeti Bajnokság | 2 | 2015/16, 2018/19          |
| Magyar Kupa       | 3 | 2014/15, 2015/16, 2016/17 |
| Szuperkupa        | 1 | 2015/16                   |